# Hummajärvi
Hummajärvi är en sjö i Finland. Den ligger i Vemo kommun i landskapet Egentliga Finland, i den sydvästra delen av landet, 190 km väster om huvudstaden Helsingfors. Hummajärvi ligger 9,0 meter över havet. Arean är 4,6 hektar och strandlinjen är 0,88 kilometer lång. Sjön  ingår i Skärgårdshavets kustområde, Åland.   I omgivningarna runt Hummajärvi växer i huvudsak barrskog.